# St. Stephanus (Unterschwillach)

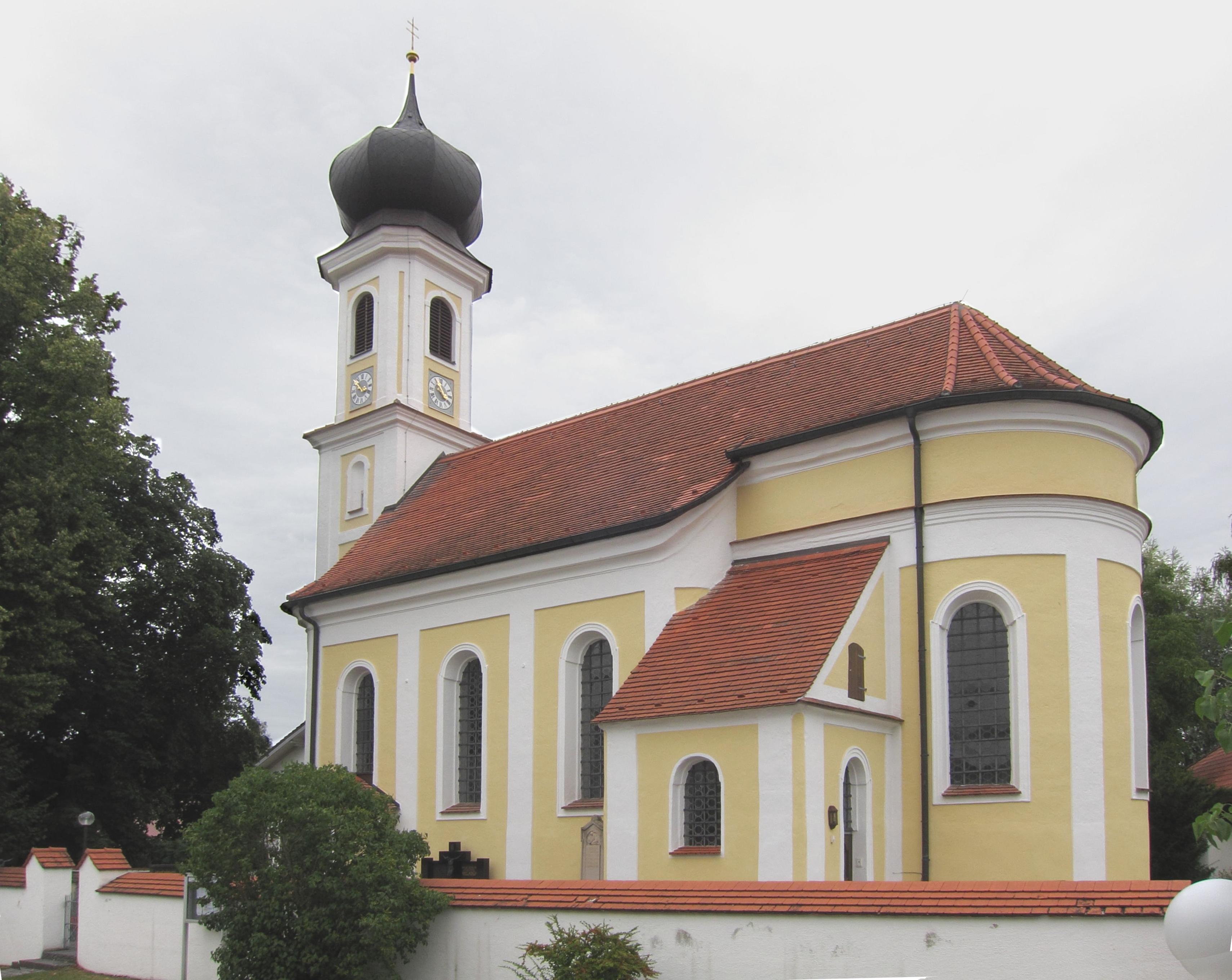
St. Stephanus in Unterschwillach

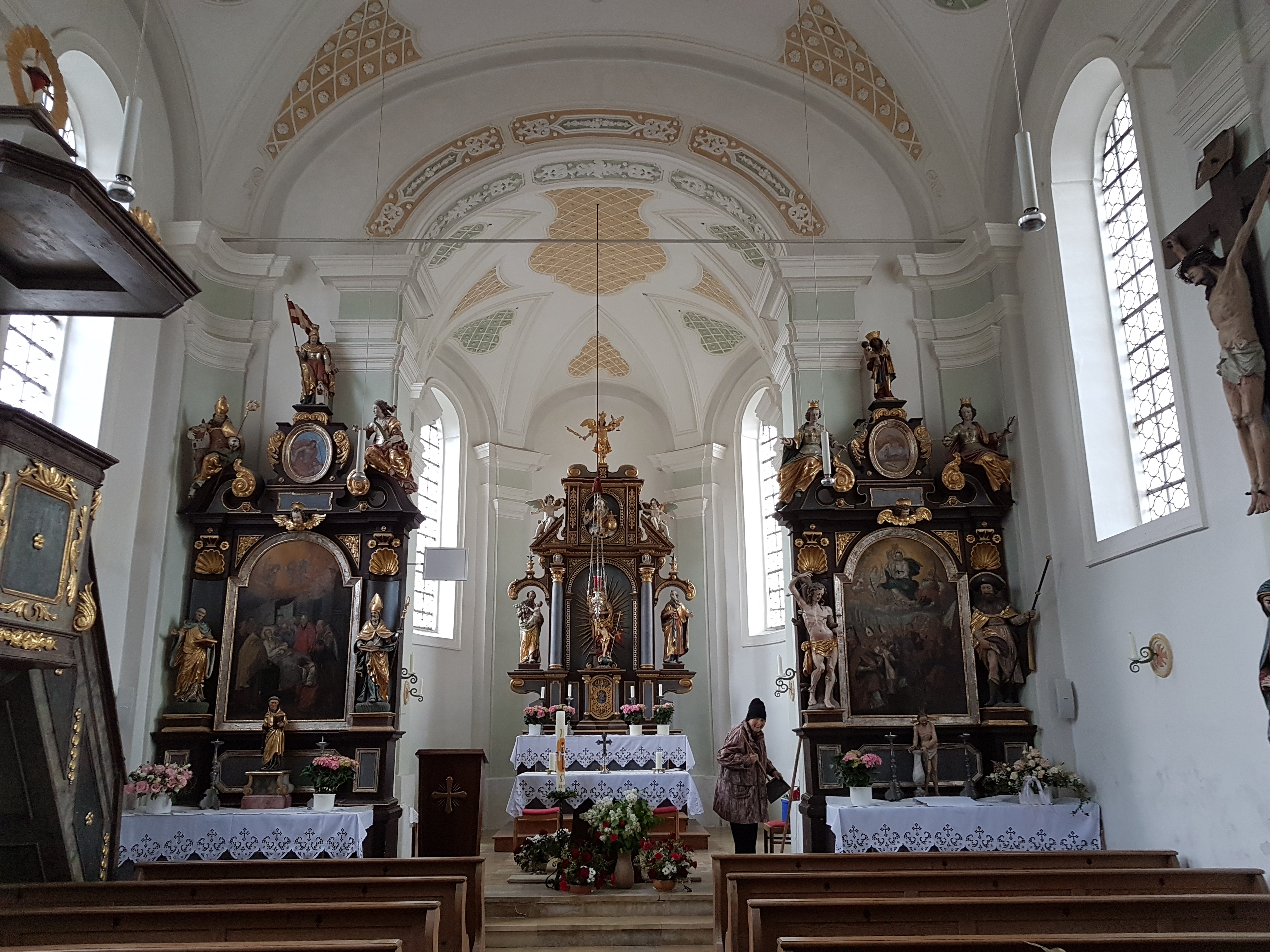
Innenraum

Die römisch-katholische Filialkirche St. Stephanus steht in Unterschwillach, einem Gemeindeteil von Ottenhofen im oberbayerischen Landkreis Erding. Sie ist in der Liste der Baudenkmäler in Ottenhofen unter der Nummer D-1-77-134-5 eingetragen. Die Kirche gehört zum Dekanat Erding im Erzbistum München und Freising. Kirchenpatron ist der heilige Stephanus.

## Beschreibung
Die barocke Saalkirche wurde 1735 nach einem Entwurf von Johann Baptist Lethner erbaut. Sie besteht aus dem Langhaus zu drei Jochen, dem eingezogenen, halbrund geschlossenen Chor im Osten und einer Sakristei an der Südwand des Chors, die außen mit Lisenen gegliedert sind. Der Kirchturm auf quadratischem Grundriss steht im Westen. Sein oberstes Geschoss mit abgeschrägten Ecken enthält die Turmuhr und den Glockenstuhl. Darauf sitzt eine Zwiebelhaube.
Der Innenraum ist mit einem Stichkappengewölbe überspannt, das sich über Pilastern erhebt. Der um 1650 aufgestellte frühbarocke Hochaltar wird von den Skulpturen des Josef von Nazaret und des heiligen Joachim flankiert.

## Orgel

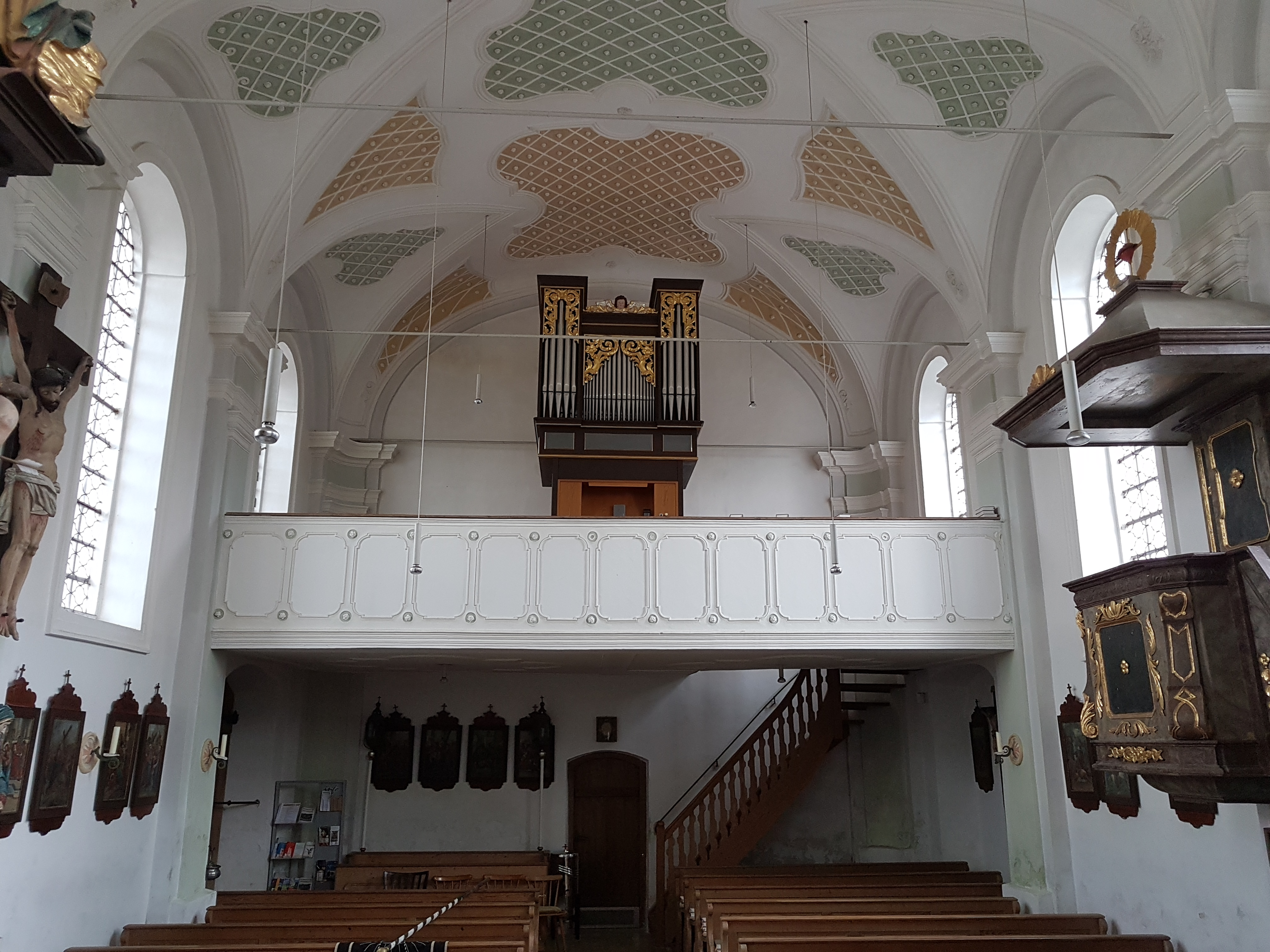
Orgel

Die Orgel mit zehn klingenden Registern auf drei Manualen und Pedal wurde von  Ekkehard Simon erbaut. Das erste Manual ist als Koppelmanual ausgeführt. Die Disposition des rein mechanischen Schleifladen-Instruments lautet:
| II. Manual |    |
| Rohrflöte  | 8′ |
| Prinzipal  | 4′ |
| Blockflöte | 2′ |
| Mixtur IV  | 1′ |

| III. Manual |        |
| Gedackt     | 8′     |
| Koppelflöte | 4′     |
| Nasat       | 2 ⁄3′  |
| Prinzipal   | 2′     |
| Terzflöte   | 1 3⁄5′ |
| Tremulant   |        |

| Pedal      |     |                |
| Subbaß     | 16′ |                |
| Gedacktbaß | 08′ | (Transmission) |

- Koppeln: II/P, III/P